# Leandro Coronel
Leandro Coronel (Morón, Buenos Aires, Argentina, 10 de febrero de 1988) es un exfutbolista argentino. Jugaba de mediocampista defensivo o lateral por izquierda y su último club fue Leandro N. Alem.

## Trayectoria
Debuta en Vélez Sarsfield el 15 de abril de 2007 ante Banfield, en ese encuentro El Fortín le ganó al Taladro por 3 a 2.
Su primer gol en primera lo convirtió el 18 de abril de 2009 en la victoria de Vélez Sarsfield 2 a 0 sobre Arsenal de Sarandí. 
En el año 2010, se lo cedió a préstamo, por un año, a Quilmes.
A la siguiente temporada se incorpora a Instituto (Córdoba) donde se mantuvo en calidad de préstamo. Luego jugó brevemente en Deportes Iquique, club que milita en la Primera División del fútbol chileno. 
Vuelve a Argentina en 2013 para vestir la camiseta de Chacarita Juniors de la mano de Carlos "el gato" Leeb.
En 2018, luego de un período de inactividad profesional, se incorpora a Deportivo San Alejo, perteneciente a la División B de la Liga Escobarense.
En 2022 se retira jugando en Leandro N. Alem.  

## Clubes
| Club                           | País      | Año         |
| ------------------------------ | --------- | ----------- |
| Vélez Sarsfield                | Argentina | 2007 - 2010 |
| Quilmes (préstamo)             | Argentina | 2010 - 2011 |
| Instituto (Córdoba) (préstamo) | Argentina | 2011 - 2012 |
| Deportes Iquique               | Chile     | 2012 - 2013 |
| Chacarita Juniors              | Argentina | 2013 - 2015 |
| Chaco For Ever                 | Argentina | 2016        |
| San Alejo (Pilar)              | Argentina | 2018 - 2019 |
| Leandro N. Alem                | Argentina | 2019 - 2022 |

## Palmarés
| Título           | Club            | País      | Año  |
| ---------------- | --------------- | --------- | ---- |
| Primera División | Vélez Sarsfield | Argentina | 2009 |